# (159351) Leonpascal
(159351) Leonpascal est un astéroïde de la ceinture principale.

## Description
(159351) Leonpascal est un astéroïde de la ceinture principale. Il fut découvert le 10 mars 2007 par Peter Kocher à l'Observatoire d'Épendes (proche de Marly, lieu recensé officiellement), situé en Suisse, dans le canton de Fribourg. Il présente une orbite caractérisée par un demi-grand axe de 2,55 UA, une excentricité de 0,13 et une inclinaison de 2,9° par rapport à l'écliptique.

## Compléments